# Commistione genetica
La commistione genetica (genetic admixture) si verifica quando due o più popolazioni precedentemente isolate cominciano a incrociarsi. La commistione comporta l'introduzione di nuove linee genetiche in una popolazione. 
È conosciuta per rallentare l'adattamento locale con l'introduzione di genotipi stranieri ed inadattati (contaminazione genetica). Inoltre, impedisce la speciazione omogeneizzando le popolazioni.

## Esempi
La commistione genetica spesso accade quando scompare una barriera geografica (ad esempio un fiume o un istmo) che separava due popolazioni, o quando le attività antropogeniche determinano il movimento delle popolazioni (come le specie invasive).
Un esempio di commistione genetica che causò l'introduzione di una specie invasiva ci viene fornito dall'anolide bruno cubano. Diverse popolazioni isolate di questa specie esistono nell'areale di distribuzione originario, a Cuba; tuttavia, nell'areale introdotto in Florida, queste popolazioni si incrociarono liberamente, formando una popolazione mista.
Un altro esempio di commistione genetica comporta il collasso improvviso di una barriera naturale, portando all'ibridazione di specie strettamente correlate, come i lupi grigi e i coyote dalle regioni nordorientali a quelle atlantiche dell'America settentrionale, come anche alcune parti degli Stati Uniti meridionali. Nonostante i lupi e i coyote siano molto simili e condividano un'origine comune, di norma non si incrociano a causa delle ostilità naturali tra le due specie: queste ostilità fanno sì che essi si vedano come avversari.
Tuttavia, tra 600 e 900 anni fa, in Canada orientale, l'eventuale impatto umano e la caccia diminuirono drasticamente le popolazioni di lupo grigio; i reduci furono portati a cercare potenziali partner in una popolazione di coyote pre-colombiana che migrò ad est.
I moderni coylupi nativi del Canada orientale e delle regioni nordorientali degli Stati Uniti sono discendenti degli ibridi originatisi in seguito a questa commistione genetica.

## Mappatura
La mappatura della commistione è un metodo di mappatura genetica che usa una popolazione di origini miste (admixed population) per cercare i loci genici che portano a differenze in malattie o altri fenotipi trovati tra le diverse popolazioni ancestrali. 
Il metodo è applicato meglio su meticci nati da una commistione recente di due popolazioni che erano state precedentemente isolate per decine di migliaia di anni, come gli Afroamericani (che sono infatti una commistione di popolazioni di origini africane ed europee). Il metodo tenta di correlare il grado di discendenza in prossimità di un locus genico con il fenotipo o la malattia di interesse. I marcatori genetici che differiscono in frequenza tra le popolazioni ancestrali sono necessari in tutto il genoma.
La mappatura della commistione si basa sul presupposto che le differenze nei tassi di malattia o di fenotipi siano dovute in parte alle differenze nelle frequenze di varianti genetiche tra le popolazioni che causano malattie o determinati fenotipi.
In una popolazione meticcia, queste varianti causali occorrono più frequentemente su segmenti cromosomici ereditati da una popolazione ancestrale o dall'altra. Le prime scansioni di commistioni sono state pubblicate nel 2005 e da allora sono stati mappati i responsabili genetici di una grande varietà di malattie e di tratti. Queste varietà includono ipertensione, sclerosi multipla, indice di massa corporea e cancro alla prostata negli Afroamericani. Nel 2010 erano già stati costruiti pannelli di mappatura ad alta densità per popolazioni meticce come Afroamericani (caucasoidi/negroidi), Ispanici (caucasoidi/amerindi) e Uiguri (caucasoidi/mongoloidi).